# James Weir
James Weir (ur. 20 lipca 1995) – australijski siatkarz, reprezentant Australii, grający na pozycji środkowego.
Urodził się w Saskatoon w Kanadzie, gdzie potem z rodzicami przeprowadził się do Australii.

## Przebieg kariery
| Lata      | Klub                       |
| --------- | -------------------------- |
| 2012–2014 | Canberra Heat              |
| 2014–2019 | Brandon University Bobcats |
| 2019–2020 | TV Rottenburg              |
| 2020–2021 | Netzhoppers KW-Bestensee   |
| 2021–2022 | United Volleys Frankfurt   |
| 2022–     | VK ČEZ Karlovarsko         |

## Sukcesy klubowe
Liga australijska:
- 2014

Canada West Championship:
- 2019[9]
- 2015

U Sports Championship:
- 2019[10]

Superpuchar Czech:
- 2022[11]

## Sukcesy reprezentacyjne
Mistrzostwa Azji, Australii i Oceanii:
- 2019[12]